# Riesen-Herbstzeitlose
Die Riesen-Herbstzeitlose (Colchicum speciosum) ist eine Pflanzenart aus der Gattung der Zeitlosen (Colchicum) in der Familie der Zeitlosengewächse (Colchicaceae).

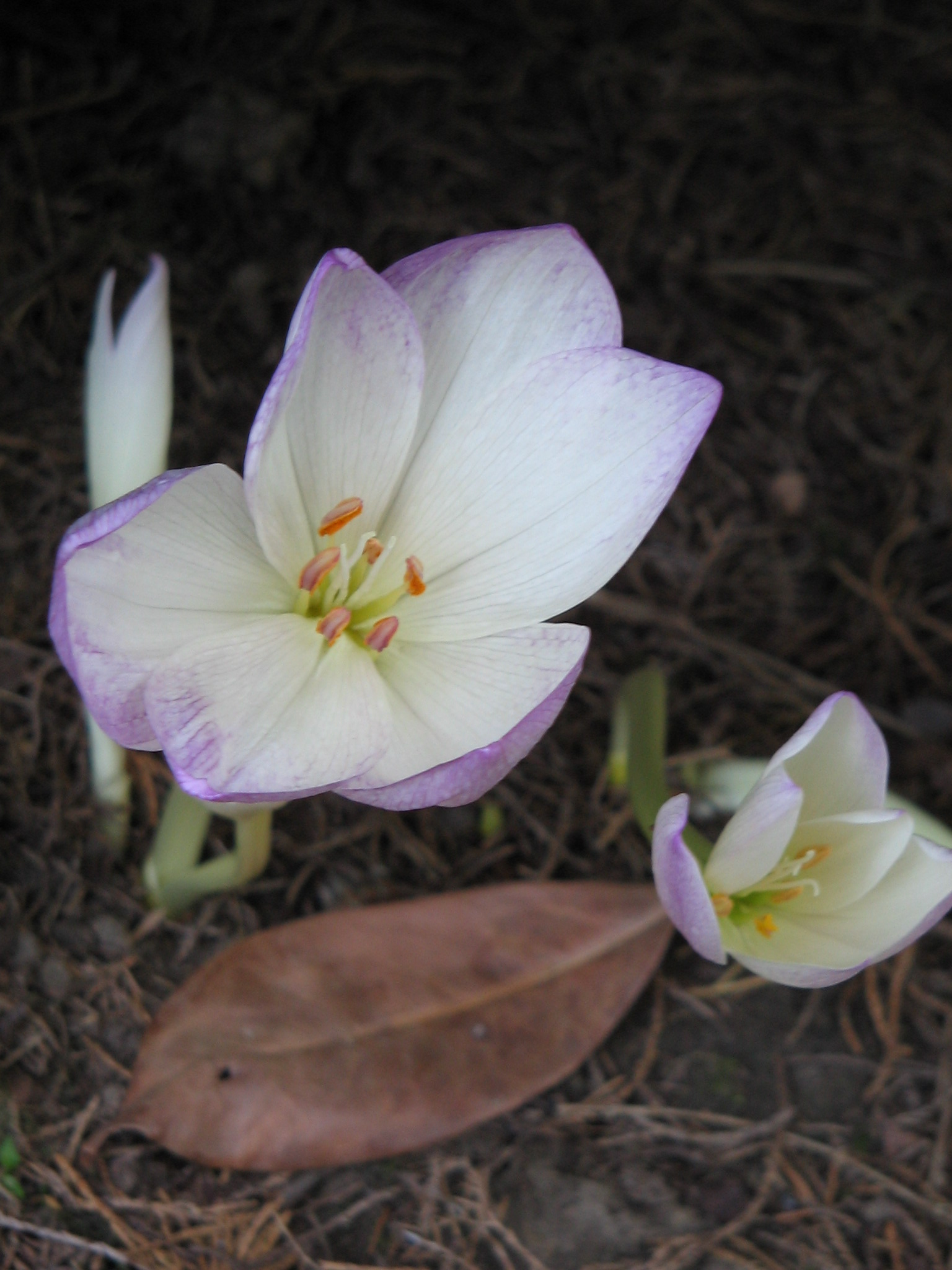
Colchicum speciosum var. bornmuelleri (Freyn) Bergmans

## Merkmale
Die Riesen-Herbstzeitlose ist eine ausdauernde Knollenpflanze, die Wuchshöhen von 12 bis 25 Zentimeter erreicht. Die 3 bis 4 Blätter sind schmal elliptisch und messen 17 bis 25 × 2,6 bis 4,5 Zentimeter. Die 1 bis 3 (6) Blüten sind glockig. Die Perigonzipfel sind verkehrt-eilanzettlich, purpurrosa, im Schlund oft weiß und messen 45 bis 70 × 11 bis 25 Millimeter. Die Narbe läuft 0,5 bis 1,5 Millimeter herab. Die Griffelspitze ist deutlich angeschwollen. Die Staubbeutel sind vor dem Öffnen purpurn oder purpurbraun.
Die Blütezeit reicht von August bis September.

## Vorkommen
Die Riesen-Herbstzeitlose kommt in der Türkei in Buchen- und Tannenwaldrändern und auf Wiesen in Höhenlagen von 1000 bis 1900 Meter vor. Sie hat außerdem Vorkommen im Kaukasusraum und im Iran.

## Nutzung
Die Riesen-Herbstzeitlose wird zerstreut als Zierpflanze für Rasen, Gehölzränder und Staudenbeete sowie als Schnittblume genutzt. Die Art ist seit spätestens 1892 in Kultur.

## Taxonomie
Die Riesen-Herbstzeitlose wurde 1824 von Christian von Steven in Observationes in Plantas Rossicas et descriptiones specierum novarum Band 2 Seite 69 als Colchicum speciosum erstbeschrieben. Synonyme sind Colchicum bornmuelleri Freyn und Colchicum giganteum S.Arn.

## Belege
- Eckehart J. Jäger, Friedrich Ebel, Peter Hanelt, Gerd K. Müller (Hrsg.): Exkursionsflora von Deutschland. Begründet von Werner Rothmaler. Band 5: Krautige Zier- und Nutzpflanzen. Springer, Spektrum Akademischer Verlag, Berlin/Heidelberg 2008, ISBN 978-3-8274-0918-8.